# Autofagossoma
Um autofagossoma é uma estrutura esférica com dupla membrana. É uma estrutura chave na macroautofagia, o sistema de degradação intracelular de conteúdos do próprio citoplasma da célula (por exemplo, proteínas intracelulares anormais, organelos danificados ou em excesso) e também microorganismos invasores. Depois da sua formação, os autofagossomas cedem esses componentes citoplasmáticos aos lisossomas. A membrana externa dum autofagossoma funde-se com um lisossoma para formar um autolisossoma. As hidrolases do lisossoma degradam o conteúdo cedido pelo autofagossoma e a sua membrana interna.
A formação de autofagossomas é regulada por genes que se encontram conservados nos seres vivos desde as leveduras aos eucariotas superiores. A nomenclatura destes genes, que variava nas diversas publicações, foi simplificada nos últimos anos. As famílias de genes anteriormente chamados APG, AUT, CVT, GSA, PAZ e PDD, foram agora unificadas como família ATG (AuTophaGy related Genes, genes relacionados com a autofagia).
O tamanho dos autofagossomas varia entre mamíferos e leveduras. O de leveduras vai dos 500 a 900 nm, enquanto que os de mamíferos são muito maiores, de 0,5 a 1,5 um. Nalgumas células como as células-mães embrionárias, os fibroblastos embrionários e os hepatócitos, os autofagossomas são visíveis ao microscópio óptico e possuem o aspecto de estruturas em forma de anel.

## Formação dos autofagossomas
Não se compreende ainda por completo como se formam as membranas dos autofagossomas. Havia-se proposto que se formavam no retículo endoplasmático ou nas mitocondrias. O passo inicial para a formação dum autofagossoma em células de mamíferos consiste na elongação de pequenas estruturas de membrana, chamadas membranas iniciais ou fagóforos.
A formação de autofagossomas é controlada pelos genes Atg por intermédio da formação dos complexos Atg12-Atg5 e LC3. O conjugado de Atg12-Atg5 também interage com o Atg16 para formar complexos maiores. A modificação de Atg5 por Atg12 é essencial para a elongação da membrana inicial.
Depois da formação duma estrutura esférica, o complexo de Atg12-Atg5:Atg16L1 dissocia-se do autofagossoma. Depois o LC3 é clivado pela protease Atg4 para gerar o LC3 citosólico. A clivagem de LC3 é necessária para a fusão terminal de um autofagossoma com a sua membrana alvo. LC3 é comummente utilizado como marcador de autofagossomas em imunocitoquímica, porque é uma parte essencial da vesícula e permanece associado até ao último momento antes da sua fusão. No principio, os autofagossomas fundem-se com endossomas ou vesículas derivadas de endossomas. Estas estruturas são então chamadas anfisomas ou vacúolos autofágicos intermédios. Não obstante, estas estruturas contêm marcadores endocíticos e mesmo pequenas proteínas lisossómicas como a catepsina D.
O processo é similar em leveduras, embora o nome dos genes varie. Por exemplo, o LC3 de mamíferos é o Atg8 de leveduras e os autofagossomas são gerados a partir da estrutura pré-autofagossomal (PAS) que é distinta das estruturas precursoras observadas em células de mamíferos. A estrutura pré-autofagossómica de leveduras caracteriza-se como um complexo localizado perto do vacúolo. Porém, a importância desta localização é desconhecida. Os autofagossomas de leveduras maduras fundem-se directamente com vacúolos ou lisossomas e não formam anfisomas como nos mamíferos.
Na maturação de autofagossomas em leveduras intervêm também outras moléculas como Atg1, Atg13 e Atg17. Atg1 é uma quinase regulada por indução da autofagia. Atg13 regula a Atg1 e juntos formam um complexo chamado Atg13:Atg1, que recebe sinais do sensor de nutrientes Tor. Atg1 é também importante nos últimos estágios da formação de autofagossomas.

### Função nos neurónios
Nos neurónios, os autofagossomas são gerados nas extremidades das neurites e amadurecem (acidificam-se) à medida que viajam para o corpo celular ao longo do axónio. Este transporte axonal é interrompido quando os níveis de huntingtina ou a proteína com a qual se interrelaciona, HAP1, que se localizam com os autofagossomas nos neurónios.